# Davidshöhe
Davidshöhe ist ein Ortsteil in der Gemeinde Schalksmühle im Märkischen Kreis im Regierungsbezirk Arnsberg in Nordrhein-Westfalen (Deutschland).

## Lage und Beschreibung
Der Ortsteil befindet sich am Rande des Gewerbegebiets Ramsloh und dort im nordwestlichen Teil der Straße Gewerbering. Bei dem Ort entspringt ein Quellbach des Bachs Wilfesche.
Bestand der ursprüngliche Siedlungsplatz nur aus einem einzelnen Gebäude, so hat der Wohnplatz mit dem Bau des Gewerbegebiets Ramsloh Anschluss an den gleichnamigen Ortsteil gefunden.
Weitere Nachbarorte auf dem Schalksmühler Gemeindegebiet sind die mit dem Ortsteil Ramsloh zusammengewachsenen Wohnplätze Westhöhe und Spormecke, sowie Everinghausen, Everinghauserheide, Mesewinkel, Hülscheid, Schmermbecke, Brinkerhof, Felde, Wilfesche, Harrenscheid, Holthausen, Kuhlenhagen, Stallhausen, Berkey, Siepen, Mummeshohl, Haue und die Wüstung Hilmecke.

## Geschichte
Davidshöhe gehörte bis zum 19. Jahrhundert der Midder Bauerschaft des Kirchspiels Hülscheid und war 1839 Teil der Gemeinde Hülscheid in der Bürgermeisterei Halver im Kreis Altena. Der laut der Ortschafts- und Entfernungs-Tabelle des Regierungs-Bezirks Arnsberg unter dem Namen Davidshöh als Kotten kategorisierte Ort besaß 1839 ein Wohnhaus. Zu dieser Zeit lebten sechs Einwohner im Ort, allesamt evangelischen Bekenntnisses.
1844 wurde die Gemeinde Hülscheid mit Davidshöhe von dem Amt Halver abgespaltet und dem neu gegründeten Amt Lüdenscheid zugewiesen.
Der Ort ist auf der Preußischen Uraufnahme von 1840 unbeschriftet verzeichnet. Ab der Preußischen Neuaufnahme von 1892 ist der Ort auf Messtischblättern der TK25 als Davidshöhe verzeichnet.
Die Gemeinde- und Gutbezirksstatistik der Provinz Westfalen führt 1871 den Ort als Kotten unter dem Namen Davidshöhe mit einem Wohnhaus und vier Einwohnern auf.  Das Gemeindelexikon für die Provinz Westfalen gibt 1885 für Davidshöhe eine Zahl von drei Einwohnern an, die in einem Wohnhaus lebten. 1895 besitzt der Ort ebenfalls ein Wohnhaus mit sieben Einwohnern, 1905 werden ein Wohnhaus und 13 Einwohner angegeben.
1969 wurden die Gemeinden Hülscheid und Schalksmühle zur amtsfreien Großgemeinde (Einheitsgemeinde) Schalksmühle im Kreis Altena zusammengeschlossen und Davidshöhe gehört seitdem politisch zu Schalksmühle, das 1975 auf Grund des Sauerland/Paderborn-Gesetzes Teil des neu geschaffenen Märkischen Kreises wurde.
In den 1970er Jahren begann die Erschließung des Gewerbegebiets Ramsloh im Bereich des Orts.